# Stay in Touch
Stay in Touch – dziesiąty album studyjny niemieckiej piosenkarki Sandry wydany w 2012 roku przez Virgin Records.

## Tło
Album został wyprodukowany przez niemiecki duet DJ-ski Blank & Jones, a większość piosenek napisał Jens Gad. Materiał nawiązuje do brzmienia muzyki lat 80., odtwarzając stylistykę znaną z pierwszych płyt Sandry, a utwór „Kings & Queens” zawiera nawet sampel z jej wielkiego przeboju, „(I’ll Never Be) Maria Magdalena”. Jest to także pierwszy album Sandry od Into a Secret Land (1988), na którym wokalnie udziela się Hubert Kemmler.
Pierwszym singlem z albumu została piosenka „Maybe Tonight”, która spotkała się tylko z niewielkim zainteresowaniem w Niemczech. Na drugi singel wybrano nagranie „Infinite Kiss”, do którego powstał teledysk nagrywany podczas koncertu w Warszawie. Singel nie wszedł jednak na żadne listy przebojów. Płyta Stay in Touch dotarła do top 20 na niemieckiej liście sprzedaży i cieszyła się umiarkowaną popularnością w Czechach i Szwajcarii.

## Lista utworów
Wersja podstawowa
1. „Stay in Touch” – 3:48
2. „Infinite Kiss” – 2:51
3. „Between Me & the Moon” – 3:22
4. „Maybe Tonight” – 3:05
5. „Moscow Nights” – 3:41
6. „Heart of Wax” – 4:15
7. „Kings & Queens” – 3:16
8. „Angels in My Head” – 2:55
9. „Sand Heart” – 3:47
10. „Love Starts with a Smile” – 3:26
11. „Sun in Disguise” – 4:23

Bonus na wersji rosyjskiej i ukraińskiej
12. „Russian Eyes” – 3:44
CD 2 na wersji deluxe
1. „Moscow Nights” (Extended Version) – 5:12
2. „Kings & Queens” (Extended Version) – 6:30
3. „Love Starts with a Smile” (Extended Version) – 5:46
4. „Angels in My Head” (Extended Version) – 5:35
5. „Stay in Touch” (Extended Version) – 5:48
6. „Between Me & the Moon” (Extended Version) – 5:27
7. „Sun in Disguise” (Extended Version) – 5:57
8. „Maybe Tonight” (Extended Version) – 4:58
9. „Infinite Kiss” (Extended Version) – 5:17
10. „Sand Heart” (Extended Version) – 6:20
11. „Heart of Wax” (Extended Version) – 7:12

Bonus na wersji cyfrowej
12. „Infinite Kiss” (Ibiza Club Mix) – 6:44

## Notowania
| Kraj i lista               | Pozycja |
| -------------------------- | ------- |
| Belgia (Ultratop Walonia)  | 174     |
| Czechy                     | 40      |
| Francja (SNEP)             | 119     |
| Niemcy (Media Control)     | 20      |
| Szwajcaria (Alben Top 100) | 51      |